# Чорноморець (поїзд)
«Чорномóрець» — нічний швидкий фірмовий пасажирський поїзд 1-го класу Одеської залізниці № 106/105 сполученням Одеса — Київ. Є одним із найдорожчих нічних поїздів у внутрішньому сполученні та один з небагатьох самоокупних пасажирських маршрутів. Протяжність маршруту — 653 км. На даний поїзд є можливість придбати електронний квиток.

## Історія
До 1998 року поїзд курсував під № 56/55.
До 2014 року курсував вдень, незабаром отримав категорію «нічний швидкий».
Влітку 2019 року курсував у спільному обороті з поїздом № 91/92 Київ — Львів і обмінювалися складами з поїздом № 170/169 Львів — Одеса.
У 2019 році став найприбутковішим поїздом, що курсує у внутрішньому сполученні України, який приніс прибуток у 74,5 млн ₴, наповненість складала — 91 %.
З 18 березня по 1 червня 2020 року тимчасово припинив курсування через пандемію COVID-19, з 2 червня 2020 року відновлено рух, проте, замість щоденного курсування поїзд курсував через день.
На вокзалі станції Одеса-Головна при відправленні та по прибутті поїзда «Чорноморець» зі столиці України лунає традиційний музичний супровід «Край Чорного моря» або «Пісня про Одесу».
З 1 серпня 2025 року «Укрзалізниця» 
впровадила верифікацію через «Дія. Підпис» придбання або повернення проїзних документів на поїзд № 105/106 Одеса — Київ. Продаж квитків через каси на цей поїзд недоступний. Зміни впроваджені з метою зменшення кількості можливих зловживань під час придбання проїзних документів.

## Інформація про курсування
Фірмовий поїзд «Чорноморець» № 106/105 сполученням Одеса — Київ курсує щоденно, цілий рік.
З 11 грудня 2016 року поїзд здійснює зупинки лише на станції Вінниця. З 9 грудня 2018 року відновлена зупинка поїзда на станції Подільськ.
До 10 грудня 2016 року зупинявся на 11 проміжних станціях: Роздільна I, Подільськ, Слобідка, Рудниця, Крижопіль, Вапнярка, Рахни, Жмеринка, Вінниця, Козятин I, Фастів I (на станціях Жмеринка та Вінниця стоянка переважно тривала 2-3 хвилини).
У 2024 році відновлені зупинки на проміжних станціях, які діяли у 2016 році, крім станції Слобідка, та зупиняється на 9 проміжних станціях. 
| Розклад руху поїзда «Чорноморець» станом на 2025 рік | Розклад руху поїзда «Чорноморець» станом на 2025 рік | Розклад руху поїзда «Чорноморець» станом на 2025 рік | Розклад руху поїзда «Чорноморець» станом на 2025 рік | Розклад руху поїзда «Чорноморець» станом на 2025 рік |
| Час прибуття                                         | Час відправлення                                     | Станція                                              | Час прибуття                                         | Час відправлення                                     |
| ---------------------------------------------------- | ---------------------------------------------------- | ---------------------------------------------------- | ---------------------------------------------------- | ---------------------------------------------------- |
| —                                                    | 21:00                                                | Одеса                                                | 06:27                                                | —                                                    |
| 05:47                                                | —                                                    | Київ                                                 | —                                                    | 22:05                                                |

- Актуальний розклад руху вказано у розділі «Розклад руху призначених поїздів» на офіційному вебсайті «Укрзалізниці»[6].

У 2018 році «Чорноморець» став найприбутковішим поїздом, що курсує у внутрішньому сполученні України, який приніс прибуток у 54,4 млн ₴, наповненість складала — 94 %.
З 17 серпня 2022 року поїзду № 105/106 Київ — Одеса, відповідно з графіком руху додатково призначені тарифні зупинки по станціях: Козятин I, Жмеринка, Крижопіль, Кодима, Роздільна. Таким чином, загальна кількість транзитних зупинок у поїзда № 105/106 збільшилась з трьох до восьми. Час у дорозі залишається без змін — близько 11 годин.
Станом на 2022 рік — це єдиний поїзд, що курсував між столицею та Одесою. В цьому році був першим у курортному сезоні за останні десятиріччя, коли «Укзалізниця» відпрацювала сезон майже без прибутку, через російське вторгнення в Україну (з 2022).

## Склад поїзда
В обігу два склади формування вагонного депо ЛВЧД-3 станції Одеса-Головна Одеської залізниці, перевезення яких в обидва напрямки здійснюють електровози приписки локомотивного депо «Київ-Пасажирський» Південно-Західної залізниці, переважно ЧС8, ЧС4, ДС3.
В складі поїзда № 106/105 «Чорноморець» лише купейні та вагони класу «Люкс». Зазвичай поїзду встановлена схема з 17 фірмових вагонів 1-го класу:
- 14 купейних (№ 1—6, 9, 11—17);
- 3 вагони класу «Люкс» (№ 7, 8, 10).

Схема може відрізнятися від наведеної в залежності від сезону (зима, літо). Актуальну схему на конкретну дату можна подивитися в розділі «Онлайн резервування та придбання квитків» на офіційному вебсайті Укрзалізниця.
Нумерація вагонів з Одеси — від вокзалу, з Києва — із західної сторони вокзалу.
Наприкінці 2019 року до складу поїзда додані два нових вагони (№ 14, № 15).